# 卡巴塞拉斯-多帕拉瓜苏
卡巴塞拉斯-杜帕拉瓜苏是巴西巴伊亚州的一个市镇。总面积213.55平方公里，总人口16853人，人口密度78.9人/平方公里。